# Pic splendide
Melanerpes pulcher
Pour les articles homonymes, voir Splendide.
Espèce
Statut de conservation UICN

 LC  : Préoccupation mineure
Le Pic splendide (Melanerpes pulcher) est une espèce d'oiseaux endémique de Colombie autrefois considérée comme une sous-espèce (Melanerpes chrysauchen pulcher) de Pic masqué (Melanerpes chrysauchen). Elle est reconnue comme une espèce par le Congrès ornithologique international.